# حرب سياسية

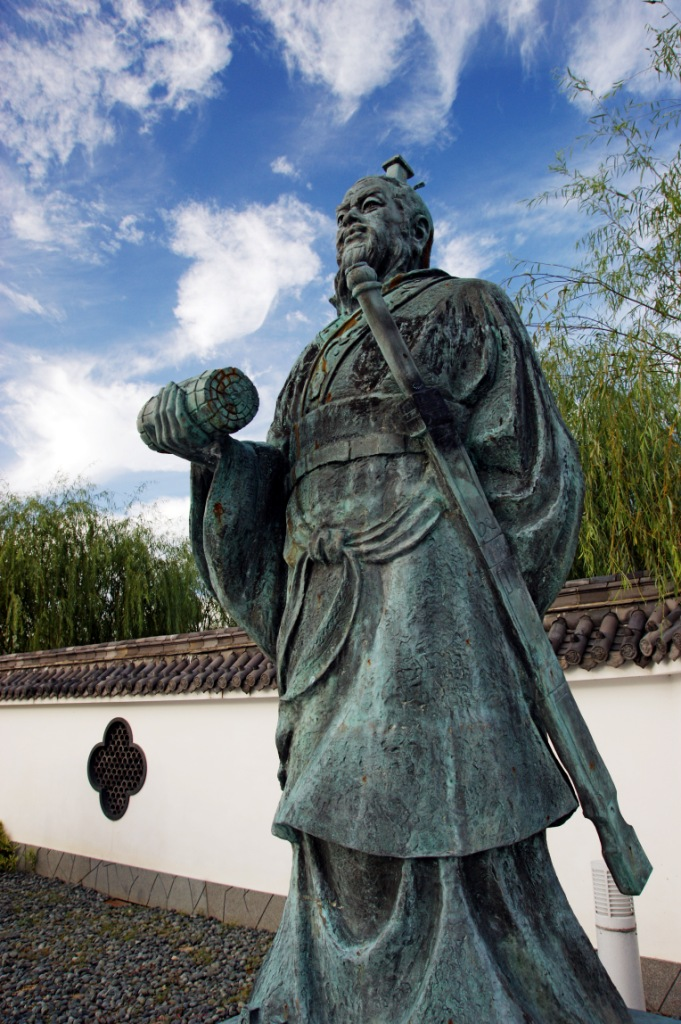

الحرب السياسية هي استخدام الوسائل السياسية لإجبار الخصم على القيام بما يريده أحدهم، وذلك بناء على نية عدائية. يصف مصطلح «السياسية» التفاعل المدروس بين حكومة ما وجمهور مستهدف الذي قد يشمل حكومة دولة أخرى، أو الجيش، و/ أو عامة السكان. تستخدم الحكومات مجموعة متنوعة من التقنيات لفرض بعض الإجراءات، التي تجعلها بالتالي تملك ميزة نسبية تتفوق بها على خصمها. تشمل هذه التقنيات البروباغندا والعمليات النفسية، والتي تخدم الأهداف الوطنية والعسكرية على التوالي. تملك البروباغندا العديد من الجوانب ولها هدف سياسي عدائي وقسري. تُستخدم العمليات النفسية للأهداف العسكرية الاستراتيجية والتكتيكية ويمكن أن تستهدف المجموعات المدنية والعسكرية العدائية.
تؤدي طبيعة الحرب السياسية القمعية إلى إضعاف أو تدمير إرادة الخصم السياسية أو الاجتماعية أو المجتمعية، وفرض مسار من العمل يخدم مصلحة الدولة. يمكن للحرب السياسية أن تُجمَع مع العنف، والضغط الاقتصادي، والتخريب، والدبلوماسية، لكن جانبها الرئيسي هو «استخدام الكلمات والصور والأفكار». إن إنشاء هذه الأساليب القسرية ونشرها واستمرارها هو إحدى وظائف فن حكم الدول، ويخدم كبديل محتمل لتقليل العمل العسكري المباشر. على سبيل المثال، تهدف الأساليب مثل العقوبات الاقتصادية أو الحظر إلى إلحاق الضرر الاقتصادي اللازم لفرض التغيير السياسي. تعتمد الأساليب والتقنيات المستخدمة في الحرب السياسية على رؤية الدولة السياسية وتكوينها. سيختلف السلوك وفقًا لما إذا كانت الدولة شمولية أم سلطوية أم ديمقراطية.
إن الهدف الأسمى للحرب السياسية هو تغيير آراء الخصم وأفعاله لتصب في مصالح إحدى الدول دون استخدام القوة العسكرية. يملك هذا النوع من الإقناع أو الإكراه المنظم غرضًا عمليًا آخر؛ ألا وهو إنقاذ الأرواح من خلال تجنب استخدام العنف بهدف تحقيق أهداف سياسية إضافية. وهكذا، فإن الحرب السياسية تتضمن أيضًا «فن تشجيع الأصدقاء وتثبيط الأعداء، وحصول الفرد على المساعدة لقضيته والتسبب في هجر الأعداء». بشكل عام، تتميز الحرب السياسية بغايتها العدائية وبالتصعيد المحتمل الذي قد تسببه؛ ولكن فقدان الأرواح هنا هو عاقبة مقبولة.

## الأدوات

### المسالمة
تستخدم الحرب السياسية جميع الأدوات -دون الحرب- المتاحة لأمة ما لتحقيق أهدافها الوطنية. أفضل أداة للحرب السياسية هي «السياسة الفعالة الموضحة بقوة»، أو بشكل مباشر أكثر، «السياسة العلنية المدعومة بقوة». تُستخدم الحرب السياسية، كما أوضح أحد المفكرين البارزين في هذا الموضوع: «عندما تفشل تصريحات العلاقات العامة والإقناع اللطيف الدبلوماسي -سياسات «القوة الناعمة»- في كسب المشاعر والإجراءات المطلوبة حول العالم». إن الطريقة الرئيسية لشن الحرب السياسية هي من خلال البروباغندا. يمكن أن يكون جوهر هذه العمليات إما علنيًا أو سريًا. تأتي البروباغندا «البيضاء» أو العلنية من مصدر معروف.  أما البروباغندا «الرمادية» فهي «التضخيم شبه الرسمي لصوت الحكومة». إن إذاعة أوروبا الحرة مثال على البروباغندا «الرمادية» خلال الحرب الباردة. أما البروباغندا «السوداء» فهي البروباغندا التي تنبع من مصدر مجهول. إن مفتاح البروباغندا السوداء هو حقيقة أنه في أغلب الأحيان «تبدو وكأنها تأتي من مصدر غير مهتم بينما يكون في الحقيقة مهتمًا».